# Nupsskarvet
Der Nupsskarvet (norwegisch für Gipfelberg) ist ein wuchtiger Berg im ostantarktischen Königin-Maud-Land. Im Kurzegebirge der Orvinfjella ragt er an der Nordflanke des Hålisrimen auf.
Norwegische Kartographen, die den Berg auch benannten, kartierten ihn anhand von Luftaufnahmen und Vermessungen der Dritten Norwegischen Antarktisexpedition (1956–1960).